# Neil Goldman y Garrett Donovan
Neil Goldman y Garrett Donovan son un equipo de guionistas conocidos por trabajar en las sitcoms Padre de familia y Scrubs. Su proyecto más reciente fue Nobody's Watching, el cual fue creado por el productor de Scrubs, Bill Lawrence.
El nombre de este primero le fue dado a un personaje de Padre de familia (Neil Goldman), aunque el Goldman de la vida real jamás ha escrito ningún episodio en el que saliese su personaje homónimo.

## Créditos

### Padre de familia
Ambos han escrito los episodios: Mind Over Murder, DaBoom, Running Mates y E. Peterbus Unum.
Actualmente editores ejecutivos de la serie.

### Scrubs
Para Scrubs han colaborado en: My Two Dad,My Balancing Act, My Hero, My Sex Buddy, My Interpretation, My Screw Up, My Cake, My Way Home, My Urologist y My Best Friend's Baby's Baby and My Baby's Baby, My Point of No Return. En el episodio My Boss' Free Haircut tan solo apareció acreditado Goldman, y en My ABC's, J.D. en un principio debía escoger entre dos internos llamados Neil and Garrett para mentores.
En la actualidad, ambos son productores ejecutivos.

### Community
Goldman y Donovan son actualmente productores ejecutivos de la serie de NBC Community, protagonizada por Joel McHale y Chevy Chase.